# Cooper T58
La Cooper T58 è una monoposto di Formula 1 realizzata dalla scuderia britannica Cooper per partecipare al campionato mondiale di Formula 1 1961. La vettura, guidata da Jack Brabham, era dotata di un nuovo motore Climax FWMV V8.